# Phân hoạch tập hợp
Trong toán học, một phân hoạch tập hợp là một cách nhóm các phần tử của nó thành các tập con không rỗng, theo cách mà mỗi phần tử được chứa trong chính xác một tập hợp con.
Mỗi quan hệ tương đương trên một tập hợp xác định một phân hoạch tập hợp và ngược lại.

## Định nghĩa
Một họ các tập con P là một phân hoạch (hay một sự chia lớp) của X khi và chỉ khi tất cả các điều kiện sau được thỏa mãn:
- Họ P không chứa tập hợp rỗng (tức là {\displaystyle \emptyset \notin P}).
- Hợp của các tập hợp trong P bằng X (nghĩa là {\displaystyle \textstyle \bigcup _{A\in P}A=X}). P được gọi nói là phủ X.
- Giao của bất kỳ hai tập hợp riêng biệt nào trong P đều là rỗng (tức là {\displaystyle (\forall A,B\in P)\;A\neq B\implies A\cap B=\emptyset }). Nói cách khác, các phần tử của P rời nhau.

## Mịn hóa phân hoạch

Phân hoạch bốn phần tử sắp thứ tự theo độ mịn

Một phân hoạch α của một tập X là một mịn hóa của một phân hoạch ρ - ta cũng nói α mịn hơn ρ hay ρ ráp hơn α - nếu mọi phần tử của α là một tập con của một phần tử của ρ.
Ta gọi quan hệ thứ tự một phần xác định bởi mịn hóa giữa các phân hoạch là độ mịn.